# Remonstranterna
Remonstranterna är ett protestantiskt trossamfund med församlingar i Nederländerna och i Frederiksstad i Schleswig-Holstein.
Trossamfundet bygger på Jacobus Arminius förkunnelse, från 1600-talet.
Han avvisade (latin: remonstrare) den kalvinistiska predestinationsläran. Idag anses Remonstranterna vara ett av de mer teologiskt liberala samfunden i Nederländerna.
Kyrkans officiella namn är Remonstrantiska broderskapet och har 6 000 medlemmar i 47 församlingar (2008).